# カレハカマキリ
カレハカマキリ（Deroplatys、英語: dead leaf mantis）は、東南アジアの熱帯雨林に見られる、体が枯葉に似たカマキリ11種の総称である。

## 主な分布域
東南アジアの熱帯雨林に主に見られる。体長10cm-13cm。

## カレハカマキリの仲間
カレハカマキリの仲間は、Deroplatys属に含まれる。次の3種類は、代表的なカレハカマキリの仲間である。
メダマカレハカマキリ
翅の裏に「9」の字のような目玉模様を持つ種類。「ムナビロカレハカマキリ」等と表記する文献もある。
ヒシムネカレハカマキリ
ひし形の胸を持つ事からこの名がついた。幼虫はハラビロカマキリ同様に、腹部を反り返らせる。
マルムネカレハカマキリ
黒っぽいものから黄色、茶色までと、幅広い色のバリエーションがある。胸の形状から「コブラヘッドカレハカマキリ」と呼ばれる事もある。